# Cronat
Cronat és un municipi francès, situat al departament de Saona i Loira i a la regió de Borgonya - Franc Comtat. L'any 2007 tenia 573 habitants.

## Demografia

### Població
El 2007 la població de fet de Cronat era de 573 persones. Hi havia 248 famílies, de les quals 76 eren unipersonals (20 homes vivint sols i 56 dones vivint soles), 88 parelles sense fills, 76 parelles amb fills i 8 famílies monoparentals amb fills.
La població ha evolucionat segons el següent gràfic:
Habitants censats

### Habitatges
El 2007 hi havia 362 habitatges, 255 eren l'habitatge principal de la família, 93 eren segones residències i 14 estaven desocupats. 338 eren cases i 20 eren apartaments. Dels 255 habitatges principals, 173 estaven ocupats pels seus propietaris, 78 estaven llogats i ocupats pels llogaters i 4 estaven cedits a títol gratuït; 11 tenien dues cambres, 60 en tenien tres, 71 en tenien quatre i 114 en tenien cinc o més. 211 habitatges disposaven pel capbaix d'una plaça de pàrquing. A 119 habitatges hi havia un automòbil i a 104 n'hi havia dos o més.

### Piràmide de població
La piràmide de població per edats i sexe el 2009 era:
| Homes | Edats   | Dones |
| ----- | ------- | ----- |
| 0     | 95 o +  | 0     |
| 0     | 90 a 94 | 0     |
| 12    | 85 a 89 | 8     |
| 0     | 80 a 84 | 24    |
| 24    | 75 a 79 | 24    |
| 16    | 70 a 74 | 24    |
| 20    | 65 a 69 | 8     |
| 20    | 60 a 64 | 12    |
| 24    | 55 a 59 | 20    |
| 16    | 50 a 54 | 24    |
| 32    | 45 a 49 | 12    |
| 12    | 40 a 44 | 8     |
| 32    | 35 a 39 | 12    |
| 16    | 30 a 34 | 24    |
| 8     | 25 a 29 | 12    |
| 8     | 20 a 24 | 0     |
| 12    | 15 a 19 | 12    |
| 4     | 10 a 14 | 12    |
| 16    | 5 a 9   | 16    |
| 4     | 0 a 4   | 4     |

## Economia
El 2007 la població en edat de treballar era de 348 persones, 230 eren actives i 118 eren inactives. De les 230 persones actives 208 estaven ocupades (122 homes i 86 dones) i 22 estaven aturades (8 homes i 14 dones). De les 118 persones inactives 56 estaven jubilades, 33 estaven estudiant i 29 estaven classificades com a «altres inactius».

### Ingressos
El 2009 a Cronat hi havia 238 unitats fiscals que integraven 549 persones, la mediana anual d'ingressos fiscals per persona era de 13.921 €.

### Activitats econòmiques
Dels 21 establiments que hi havia el 2007, 1 era d'una empresa alimentària, 1 d'una empresa de construcció, 6 d'empreses de comerç i reparació d'automòbils, 1 d'una empresa de transport, 4 d'empreses d'hostatgeria i restauració, 5 d'empreses de serveis, 1 d'una entitat de l'administració pública i 2 d'empreses classificades com a «altres activitats de serveis».
Dels 7 establiments de servei als particulars que hi havia el 2009, 1 era una oficina de correu, 1 electricista, 1 perruqueria, 3 veterinaris i 1 restaurant.
Dels 5 establiments comercials que hi havia el 2009, 1 era una botiga de més de 120 m², 1 una botiga de menys de 120 m², 1 una fleca, 1 una botiga de mobles i 1 una joieria.
L'any 2000 a Cronat hi havia 48 explotacions agrícoles que ocupaven un total de 5.040 hectàrees.

## Equipaments sanitaris i escolars
L'únic equipament sanitari que hi havia el 2009 era una farmàcia.
El 2009 hi havia una escola elemental.

## Poblacions més properes
El següent diagrama mostra les poblacions més properes.